# Pelatantheria bicuspidata
Pelatantheria bicuspidata är en orkidéart som beskrevs av Tang och Fa Tsuan Wang. Pelatantheria bicuspidata ingår i släktet Pelatantheria och familjen orkidéer. Inga underarter finns listade i Catalogue of Life.